# 西藏岩黄耆
西藏岩黄耆（学名：Hedysarum xizangensis）为豆科岩黄耆属下的一个种。